# Trimedia viridata
Trimedia viridata är en insektsart som först beskrevs av Stsl 1862.  Trimedia viridata ingår i släktet Trimedia och familjen Dictyopharidae. Inga underarter finns listade i Catalogue of Life.